# Arabi (isola)
L'isola Arabi (in arabo جزيرة العربية‎?) è una delle isole dell'Arabia Saudita vicino all'isola iraniana di Farsi nel Golfo Persico. L'isola misura dieci ettari di superficie.
Insieme a Farsi, Arabi era un tempo oggetto di una disputa territoriale tra Iran ed Arabia Saudita, ma i due Paesi arrivarono a un accordo negli anni '60, in cui l'Iran cedette la sovranità di Arabi all'Arabia Saudita.